# Красный Яр (Ялуторовский район)
Красный Яр (тат. Кактамак) — деревня в Ялуторовском районе Тюменской области. Входит в Асланинское сельское поселение. 

## География
Деревня находится на берегу реки Тобол.
В селе три улицы: Красная, Мира, Новая.

## Общая физико-географическая характеристика
Часовой пояс
Красный Яр, как и вся Тюменская область, находится в часовой зоне МСК+2. Смещение применяемого времени относительно UTC составляет +5:00.

## История
В 1893 году деревня называлась юрты Красноярские Авазбакеевской волости Ялуторовского уезда.
В конце XIX — начале XX веков некоторые жители деревни Авазбакеева основали деревню Красный Яр. Боясь заселения земель русскими переселенцами, авазбакеевцы стали более активно осваивать их, отправляя на новые места молодые семьи. Красный Яр — такой выселок. 
В начале XX века началась аграрная реформа П. А. Столыпина, т.е. заселение свободных Сибирских земель крестьянами из Поволжья. В 1909 году в деревню (выселок) Краснояр (Красный Яр) Ялуторовского района Тюменской области прибыли переселенцы из Татарстана. 

## Инфраструктура
На границе двух деревень — Красный Яр и Авазбакеево стоит детский сад. Рядом расположен сельский клуб-библиотека, почта, фельдшерско-акушерский пункт. На территории Красного Яра также есть магазин и мечеть. 

## Образование
В 1956 году была построена Красноярская начальная школа была построена. 
1 сентября 2001 года построили новую школу на две деревни — Авазбакеево-Красноярскую СОШ.
Просуществовала школа всего 11 лет, с 2012 года в этом здании расположился детский сад, где воспитываются дети из всего Асланинского сельского поселения.

## Мечеть
23 августа 1998 года состоялось торжественное открытие новой мечети, которая расположилась на высоком месте рядом с деревенским кладбищем. 

## Великая Отечественная война
В 1941—1945 годах 47 человек ушли на фронт из деревни Красный Яр. 28 из них вернулись домой, а 19 погибли. 

## Транспорт
На окраине проходит автодорога регионального значения 71А-2107 Ялуторовск — Ярково (идентификационный номер: 71 ОП РЗ 71А-2107).

## Население
| 2010 | 2014 |
| ---- | ---- |
| 152  | ↗195 |

## Люди, связанные с деревней
Тимергазеев Минсалим Валиахметович — тобольский косторез, 28.01.1950 года родился в деревне Красный Яр Ялуторовского района Тюменской области.